# Port lotniczy Moss-Rygge
Port lotniczy Moss-Rygge (IATA: RYG, ICAO: ENRY, norw. Moss lufthavn, Rygge, nazwa nieoficjalna: Port lotniczy Oslo-Rygge) – zamknięty międzynarodowy port lotniczy położony w gminie Rygge należącej do okręgu Østfold w południowo-wschodniej Norwegii. Położony jest 13 km od miasta Moss i około 66 km od centrum Oslo. Oddany do użytku 8 października 2007 roku. Zamknięty dla ruchu komercyjnego 1 listopada 2016 r.

## Historia
Plany utworzenia cywilnego lotniska Moss-Rygge powstały w 1999 roku. W tym celu założono prywatną spółkę Rygge sivile Lufthavn AS (RSL) czyli Rygge lotnisko cywilne. Pomysł polegał na tym aby dla ruchu cywilnego wykorzystać lotnisko wojskowe i utworzyć regionalny port lotniczy dla okręgu Østfold, które także mogłoby obsługiwać loty czarterowe oraz stanowić bazę dla tanich linii lotniczych. Mogłoby też odciążyć znajdujące się po drugiej stronie fiordu Oslofjord lotnisko Port lotniczy Oslo-Torp w Sandefjord. W 2004 roku spółka podpisała umowę z lotnictwem wojskowym i uzyskała pozwolenie od rządu Norwegii po czym rozpoczęto budowę. Pierwszy samolot wystartował 14 lutego 2008 do Budapesztu należący do taniego norweskiego przewoźnika Norwegian Air Shuttle.
Początkowo Københavns Lufthavne było jednym ze współwłaścicieli, ale sprzedała swoje udziały w 2004 roku. W 2010 roku udziały w spółce miały: Thon Group (40%), Orkla Group (20%), Borregaard (20%), Østfold okręg administracyjny (11%) oraz Østfold Energi (9%).

### Zamknięcie
13 maja 2016 roku rząd Norwegii wprowadził nowy podatek „od pasażera samolotu”, który wszedł w życie 1 czerwca 2016. W odpowiedzi Ryanair, główna linia lotnicza korzystająca z lotniska i posiadająca na nim swoją bazę, zdecydowała o zakończeniu współpracy i zamknięciu bazy 29 października 2016. Część obsługiwanych z lotniska kursów zlikwidowano, a część przeniesiono na lotniska Gardermoen i Torp.
W związku z wycofaniem się linii Ryanair lotnisko zostało zamknięte dla działalności komercyjnej od 1 listopada 2016.

### Plany ponownego otwarcia
Jeszcze w 2016 roku norweskie Ministerstwo Transportu informowało o możliwości ponownego otwarcia lotniska od kwietnia 2017. Wstępne zainteresowanie wyraziła linia Norwegian. Do otwarcia jednak nie doszło.
Ponownie o planach ratunkowych dla lotniska Ministerstwo wypowiedziało się jesienią 2021 roku. Moss-Rygge miałoby stać się zapasowym portem lotniczym dla głównego lotniska Gardermoen. Tych zapowiedzi również nie zrealizowano.
W 2022 roku zainteresowanie lotniskiem wyraziły Norweskie Siły Zbrojne, które miałyby używać go jako magazynu oraz otworzyć muzeum.